# 白俄羅斯基督教民主黨
白俄羅斯基督教民主黨（缩写为БХД）是白俄羅斯的一個基督教民主主義政黨，成立於2005年，聲稱是延續20世紀初存在的同名短命的地下政黨。

## 歷史
白俄羅斯的基督教民主主義自1991年白俄獨立後開始死灰復燃，並開始組織有關團體，但並未向官方登記。
2005年，一群社會人士開始正式創建一個倡議組織，以振興先前的基督教民主黨，並從那時候起白俄羅斯的基督教民主主義開始活躍起來。
該黨的宗旨是促進基督教民主價值觀和白俄羅斯愛國主義作為目標，並反對盧卡申科。
該黨亦積極與宗教團體接觸，與其20世紀的前身不同，以前的支持者主要是天主教徒，現在該黨的支持者為東正教徒和新教徒。
直至2007年，白俄羅斯司法部拒絕登記該政黨。事後該黨負責人Vital Rymasheuski表示：“我們認為，白俄羅斯共和國的法律不應該違背聖經的法律，反之亦然”。該黨發言人亦表示該黨並不尋求親歐盟，而是想要復興基督教的道德。“在西歐，有一套幾乎不考慮聖經和基督教的傳統，例如不少基督教民主黨是由非基督教徒組成，但東歐近幾年來有強大的基督教復興力量，而聖經原則就是基督教民主黨的基礎”。 
該黨亦贊成取消俄語在白俄羅斯的官方語言地位。
該黨還就性別問題和LGBT問題發表了很具爭議性的言論。 2016年6月4日，該黨的領導人帕維爾塞瓦里內茨接受了自由歐洲電台的訪問時，聲稱同性戀將會摧毀白俄民族。並聲稱種族主義和階級戰爭跟白俄羅斯同性戀者一樣危險，就等同否認蘇聯和納粹德國戰爭罪行的人一樣。